# تجويف تحت المزمار
التجويف تحت المزمار (بالإنجليزية: infraglottic cavity)‏ هو جزء من الحنجرة يوجد أسفل بطين الحنجرة و فتحة المزمار.

## روابط خارجية
- تشريح دارتموث part_8/chapter_53.html
- تشريح دارتموث figures/chapter_53/53-10.HTM تشريح دارتموث figures/chapter_53/53-10.HTM
- درسٌ تشريحي حول lesson11 مُعدٌ بواسطة ويسلي نورمان (جامعة جورجتاون).
- انظر الصورة: (larynxsagsect).
- رسم على موقع sci.port.ac.uk نسخة محفوظة 16 مارس 2007 على موقع واي باك مشين.

## صور اضافية

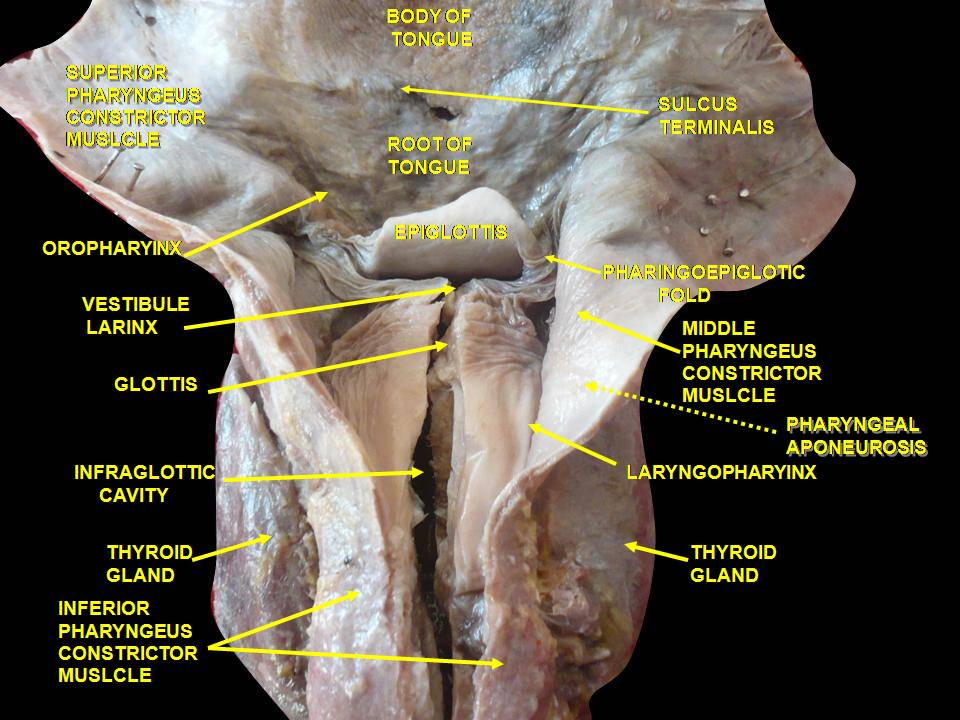
تشريح عميق للحنجرة والبلعوم واللسان، نظرة من الخلف.
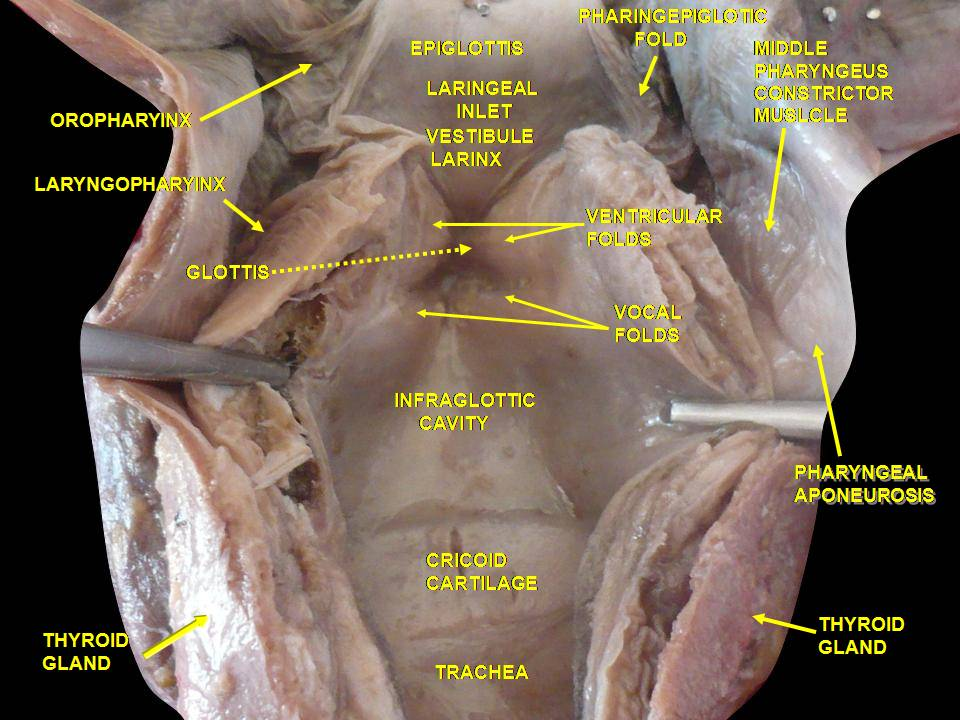
تشريح عميق للحنجرة والبلعوم واللسان، نظرة من الخلف.
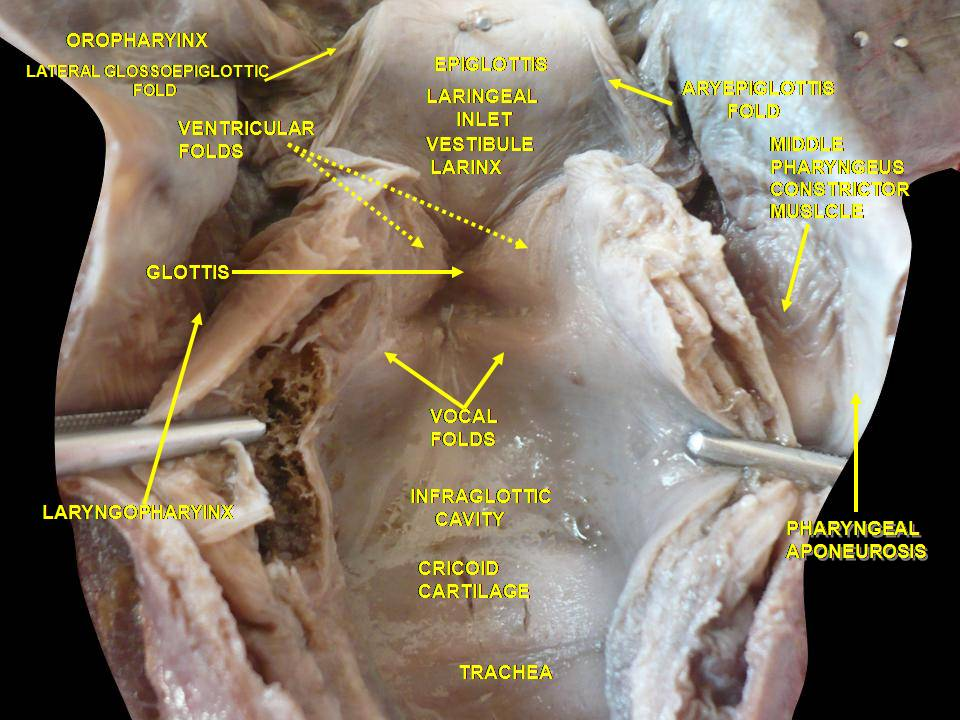
تشريح عميق للحنجرة والبلعوم واللسان، نظرة من الخلف.